# 数学突破奖
数学突破奖（英語：Breakthrough Prize in Mathematics）是2013年由尤里·米尔纳与马克·扎克伯格共同设立的奖项。2016届开始在突破奖外还颁发新视野奖。
第一届于2014年（2015年奖，前一年颁发）颁发给西蒙·唐纳森、马克西姆·孔采维奇、雅各·卢里、陶哲轩与理查·泰勒，之后每一年有一位获奖者，每位获奖者各得300万美元。

## 获奖名单
| 届数 | 获奖者            | 获奖者                 | 获奖贡献 |
| ---- | ----------------- | ---------------------- | --- |
| 2015 |                   | 西蒙·唐纳森            | 因其新的革命性的四维流形不变式，以及代数几何和全局微分几何中稳定性概念的关系与丛和法诺簇的研究                            |
| 2015 |                   | 马克西姆·孔采维奇      | 因其工作在数学诸多领域中的深远影响，其中包括代数几何、形变理论、辛拓扑、同调代数和动力系统                                |
| 2015 |                   | 雅各·卢里              | 因其在高阶范畴论和导出代数几何领域中基础性的工作，以及对全扩展拓扑量子场论的分类和证明了椭圆上同调的参模理论解释          |
| 2015 |                   | 陶哲轩                 | 因其对调和分析、组合数学、偏微分方程和解析数论做出的诸多贡献                                                              |
| 2015 |                   | 理查·泰勒              | 因其在自守形式理论上众多突破性的结果，其中包括谷山-韦伊猜想、一般线性群上的局部郎兰兹猜想和佐藤-泰特猜想                  |
| 2016 |                   | 安德烈·内维斯 新视野奖 | 因其在微分几何的数个领域内做出的杰出贡献，其中包括数量曲率、几何流，与费尔南多·C·马奎斯解决了拥有五十年历史的威尔莫雷猜想 |
| 2016 |                   | 拉里·古斯 新视野奖     | 因其巧妙和令人惊讶的在辛几何、黎曼几何、调和分析以及组合几何领域长期未解决的问题的解答                                    |
| 2016 |                   | 伊安·阿戈尔            | 因其在几何拓扑学和几何群论上的杰出贡献，其中包括稳和问题、虚哈肯问题、虚纤维猜想                                          |
| 2017 |                   | 讓·布爾甘              | 因其在分析，组合数学，偏微分方程，高维几何和数论的许多变革性贡献                                                          |
| 2018 |                   | 克里斯多夫·哈肯        | 因其在雙有理幾何的杰出贡献，尤其是对于所有维度中的极小模型                                                                |
| 2018 | 詹姆斯·麦克凯南   |                        | 因其在雙有理幾何的杰出贡献，尤其是对于所有维度中的极小模型                                                                |
| 2019 |                   | 樊尚·拉福格            | 因其在数学许多领域中的突破性贡献，尤其是函数域中的朗蘭茲綱領                                                              |
| 2020 |                   | 亚历克斯·埃斯金        | 因其在阿贝尔微分的动力学和模空间几何的革命性发现，包括‘魔杖理论’的证明                                          |
| 2020 | 瑪麗安·米爾札哈尼 |                        | 因其在阿贝尔微分的动力学和模空间几何的革命性发现，包括‘魔杖理论’的证明                                          |
| 2021 |                   | 马丁·海雷尔            | 因其在随机分析理论作出的变革性贡献，尤其是随机偏微分方程的常规性结构的理论                                                |
| 2022 |                   | 望月拓郎               | 因其在具有包括非正则奇点的情况代数变量的平坦联络的叢束理論的不朽贡献，突破了我们对此的理解                                |
| 2023 |                   | 丹尼尔·斯比尔曼        | 因其在计算机科学与数学中的突破性贡献，包括譜圖論、卡迪森-辛格問題，数字线性代数，最优化以及编码理论                       |
| 2024 |                   | 西蒙·布伦德勒          | 因其对微分几何的变革性贡献，包括尖锐几何不等式、关于里奇流和均曲率流的许多结果，以及关于三维球面中最小环面的劳森猜想      |